# 交口县
交口县是中国山西省吕梁市所辖的一个县。总面积为1258平方公里，縣人民政府駐水頭鎮。

## 历史
1971年5月，由孝义县划出大麦郊、温泉和坛索3个人民公社，由灵石县划出双池和回龙2个人民公社，由隰县划出交口、石口、川口和康城4个人民公社，成立新县，县城选定在交口人民公社境内的水头村南，县名遂称为交口县。

## 行政区划
交口县下辖4个镇、3个乡：
水头镇、康城镇、双池镇、桃红坡镇、石口乡、回龙乡和温泉乡。

## 地理
以山地为主。

## 交通
- 209国道、 340国道过境。

## 人口
2010年第六次全国人口普查交口县常住人口119919人。
2020年，第七次全国人口普查基本情况公布如下：全县常住人口为95313人。

## 风景名胜
- 山西省文物保护单位：红军东征总指挥部旧址、韩极石牌坊及韩极碑亭、千佛洞
- 交口县文物保护单位
- 省级历史文化名村双池镇西庄村